# Сомер, Эли
Эли (Элиэзер) Сомер (ивр. אלי זומר‎; род. 1951, Хайфа) — израильский ученый-психолог, профессор клинической психологии университета Хайфы.

## Биография
Родился в 1951 году в семье переживших Холокост. Получил образование в университете Хайфы: бакалавр (1976), магистр (1980). Получил степень доктора философии в Флоридском университете (1984), где защитил диссертацию под руководством доктора Кэролин М. Такер.Автор психологической концепции навязчивых грёз. В 2005—2006 годах возглавлял Международное общество исследований травмы и диссоциации. В 2009—2011 годах возглавлял Европейское общество травмы и диссоциации.
Женат, имеет троих детей.